# Chiesa del Santo Volto di Gesù

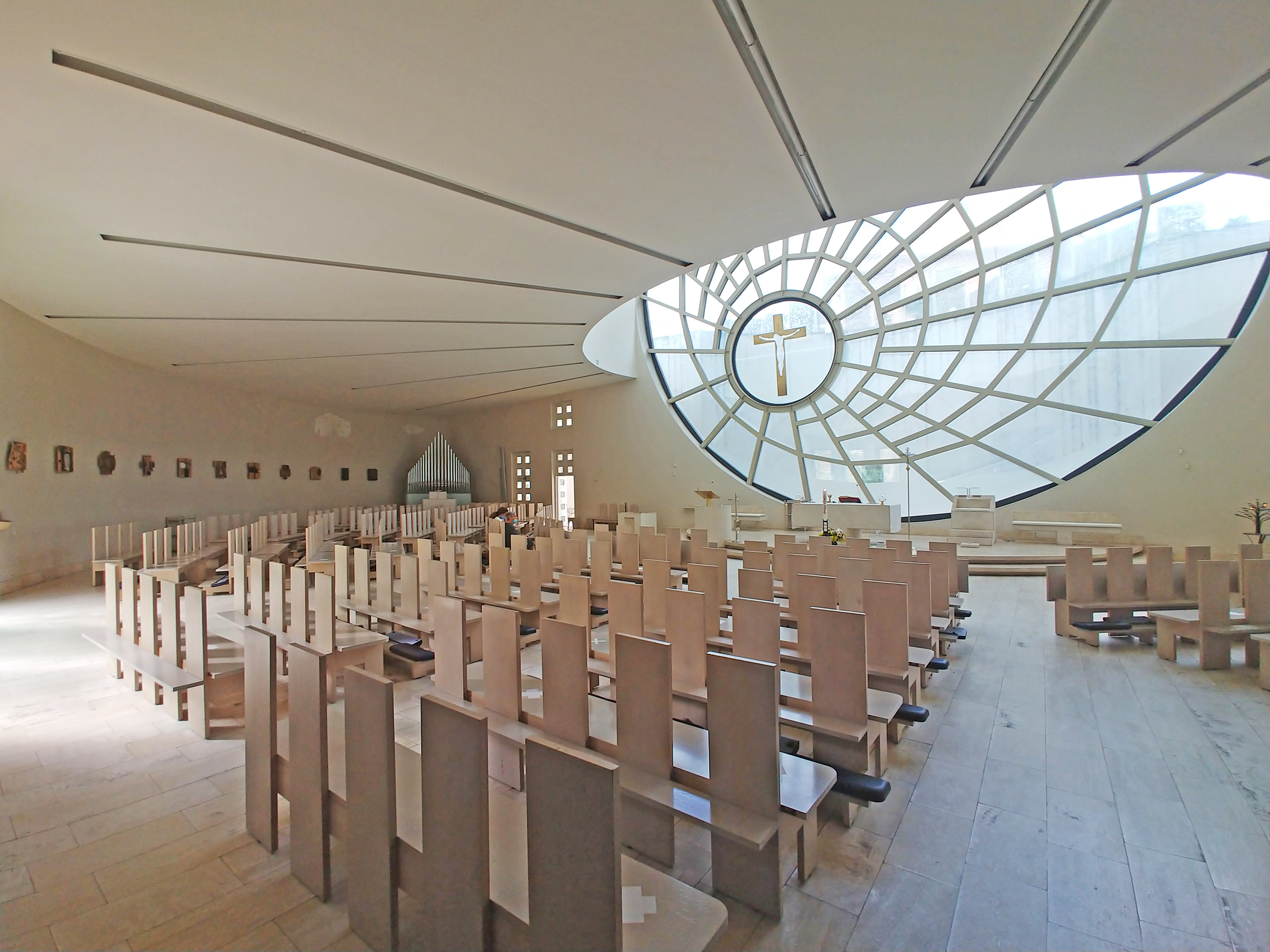
Interno

La chiesa del Santo Volto di Gesù è una chiesa di Roma, nel quartiere Portuense, in via della Magliana.
Essa rappresenta uno dei più riusciti esempi di architettura religiosa moderna a Roma, paragonabile ad altre chiese contemporanee, quali la chiesa di Dio Padre Misericordioso di Richard Meier e la chiesa di San Francesco di Sales di Lucrezio Carbonara. È stata costruita, su progetto degli architetti Piero Sartogo e Nathalie Grenon, tra il 2003 ed il 2006. L'inaugurazione è avvenuta sabato 18 marzo 2006.
Al completamento dell'edificio hanno contribuito altri artisti contemporanei, tra cui Mimmo Paladino, che ha realizzato la Via Crucis composta di formelle di ceramica smaltata; Eliseo Mattiacci, autore della grande croce esterna; Carla Accardi, che ha realizzato una vetrata di contenuti astratti, che divide la cappella del Santissimo Sacramento dall'aula liturgica; Chiara Dynys, autrice di una composizione scultorea luminosa, che riprende una frase di sant’Agostino.
Caratterizzano la chiesa, inoltre, una grande semi-cupola che poggia direttamente sull'edificio e non su un tamburo (tipico delle moschee musulmane); un grande rosone-vetrata, che illumina l'interno dell'aula liturgica; ed un ampio sagrato a forma di “V”, nel cui vertice è collocata la croce di Mattiacci:
(Intervista a Piero Sartogo, in Italia Oggi, 25 marzo 2006, p. 15)
La chiesa è sede parrocchiale, eretta con il nome di Parrocchia di San Massimiliano Kolbe il 28 ottobre 1985 con decreto del cardinale vicario Ugo Poletti e rinominata col nome attuale il 14 febbraio 2001 con decreto del cardinale vicario Camillo Ruini.